# Йосино (провинция)
Провинция Ёсино (яп. 芳野監 ёсино но гэн, «Наместничество Ёсино») — историческая провинция Японии в регионе Кинай. Существовала с 716 по 738 год. Соответствует нынешнему уезду Ёсино префектуры Нара (включая город Годзё).

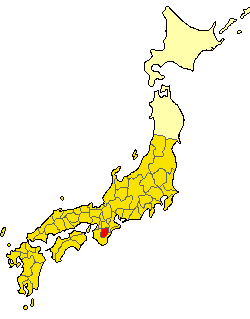
Провинция Ёсино на карте Японии VIII века (выделена красным).

Ёсино была основана путем отделения от провинции Ямато. Время её основания неизвестно, но считается, что это произошло примерно в 716 году, когда была основана провинция Идзуми. В названии вместо иероглифа «куни» (国) — «страна», как у остальных провинций, стоит другой иероглиф — «гэн» (監) — «наместничество». Причины создания провинций Ёсино и Идзуми не сохранились. Обе новые провинции были необычно малы и содержали второстепенные дворцы: дворец Ёсино (яп. 吉野宮 ёсино мия) в провинции Ёсино и дворец Тину в Идзуми.
Провинция Ёсино была упразднена через некоторое время после 738 года, а ее территория возвращена в провинцию Ямато.